# داجور بوفونگه
داجور بوفونگه (انگلیسی: Dajour Buffonge؛ زادهٔ ۲۹ ژانویهٔ ۱۹۹۶) بازیکن فوتبال اهل بریتانیا است.
از باشگاه‌هایی که در آن بازی کرده‌است می‌توان به باشگاه فوتبال ویر اشاره کرد.
وی همچنین در تیم ملی فوتبال مونتسرات بازی کرده‌است.

## حرفه
حرفه باشگاهی:
بوفونگه در رده‌های جوانان چارلتون اتلتیک و تاتنهام هاتسپر پیشرفت کرد، قبل از آزادی در سال 2012. او قبل از فصل 2012–2013 به هرتفورد تاون پیوست و بلافاصله در تیم ثابت شد. بوفونژ با انجام 20 بازی در دو فصل ابتدایی خود، با چهار گل در 39 بازی، جایزه بهترین بازیکن جوان سال باشگاه را برای فصل 15–2014 دریافت کرد. او سپس 26 بار دیگر در طول مبارزات انتخاباتی 2015–2016 خود برای آبی ها به میدان رفت. در دسامبر 2019، بوفونژ به نورث وود پیوست.
حرفه بین المللی:
بوفونژ اولین بازی بین‌المللی خود را برای مونتسرات در 27 مارس 2015 انجام داد و در شکست 2-1 مقابل کوراسائو در مرحله مقدماتی جام جهانی 2018 حضور داشت. در سپتامبر 2018، در حالی که برای Redbridge بازی می کرد، دوباره به تیم ملی دعوت شد.

## زندگی شخصی
بوفونج برادر بزرگتر دی جی بوفونژ است که در نوامبر 2015 به منچستریونایتد پیوست.